# Lijst van Eleutherodactylidae
Onderstaand een lijst van alle soorten kikkers uit de familie Eleutherodactylidae. De lijst is gebaseerd op Amphibian Species of the World.
- Soort Adelophryne adiastola
- Soort Adelophryne baturitensis
- Soort Adelophryne glandulata
- Soort Adelophryne gutturosa
- Soort Adelophryne maranguapensis
- Soort Adelophryne meridionalis
- Soort Adelophryne mucronatus
- Soort Adelophryne pachydactyla
- Soort Adelophryne patamona
- Soort Diasporus anthrax
- Soort Diasporus citrinobapheus
- Soort Diasporus diastema
- Soort Diasporus gularis
- Soort Diasporus hylaeformis
- Soort Diasporus igneus
- Soort Diasporus quidditus
- Soort Diasporus tigrillo
- Soort Diasporus tinker
- Soort Diasporus ventrimaculatus
- Soort Diasporus vocator
- Soort Eleutherodactylus abbotti
- Soort Eleutherodactylus acmonis
- Soort Eleutherodactylus adelus
- Soort Eleutherodactylus albipes
- Soort Eleutherodactylus albolabris
- Soort Eleutherodactylus alcoae
- Soort Eleutherodactylus alticola
- Soort Eleutherodactylus amadeus
- Soort Eleutherodactylus amplinympha
- Soort Eleutherodactylus andrewsi
- Soort Eleutherodactylus angustidigitorum
- Soort Eleutherodactylus antillensis
- Soort Eleutherodactylus aporostegus
- Soort Eleutherodactylus apostates
- Soort Eleutherodactylus armstrongi
- Soort Eleutherodactylus atkinsi
- Soort Eleutherodactylus audanti
- Soort Eleutherodactylus auriculatoides
- Soort Eleutherodactylus auriculatus
- Soort Eleutherodactylus bakeri
- Soort Eleutherodactylus barlagnei
- Soort Eleutherodactylus bartonsmithi
- Soort Eleutherodactylus beguei
- Soort Eleutherodactylus blairhedgesi
- Soort Eleutherodactylus bothroboans
- Soort Eleutherodactylus bresslerae
- Soort Eleutherodactylus brevirostris
- Soort Eleutherodactylus brittoni
- Soort Eleutherodactylus caribe
- Soort Eleutherodactylus casparii
- Soort Eleutherodactylus cavernicola
- Soort Eleutherodactylus chlorophenax
- Soort Eleutherodactylus cochranae
- Soort Eleutherodactylus cooki
- Soort Eleutherodactylus coqui
- Soort Eleutherodactylus corona
- Soort Eleutherodactylus counouspeus
- Soort Eleutherodactylus cubanus
- Soort Eleutherodactylus cundalli
- Soort Eleutherodactylus cuneatus
- Soort Eleutherodactylus cystignathoides
- Soort Eleutherodactylus darlingtoni
- Soort Eleutherodactylus dennisi
- Soort Eleutherodactylus dilatus
- Soort Eleutherodactylus dimidiatus
- Soort Eleutherodactylus diplasius
- Soort Eleutherodactylus dolomedes
- Soort Eleutherodactylus eileenae
- Soort Eleutherodactylus emiliae
- Soort Eleutherodactylus eneidae
- Soort Eleutherodactylus erythroproctus
- Soort Eleutherodactylus etheridgei
- Soort Eleutherodactylus eunaster
- Soort Eleutherodactylus feichtingeri
- Soort Eleutherodactylus flavescens
- Soort Eleutherodactylus fowleri
- Soort Eleutherodactylus furcyensis
- Soort Eleutherodactylus fuscus
- Soort Eleutherodactylus glamyrus
- Soort Eleutherodactylus glandulifer
- Soort Eleutherodactylus glanduliferoides
- Soort Eleutherodactylus glaphycompus
- Soort Eleutherodactylus glaucoreius
- Soort Eleutherodactylus goini
- Soort Eleutherodactylus gossei
- Soort Eleutherodactylus grabhami
- Soort Eleutherodactylus grahami
- Soort Eleutherodactylus grandis
- Soort Eleutherodactylus greyi
- Soort Eleutherodactylus griphus
- Soort Eleutherodactylus grunwaldi
- Soort Eleutherodactylus gryllus
- Soort Eleutherodactylus guanahacabibes
- Soort Eleutherodactylus guantanamera
- Soort Eleutherodactylus gundlachi
- Soort Eleutherodactylus guttilatus
- Soort Eleutherodactylus haitianus
- Soort Eleutherodactylus hedricki
- Soort Eleutherodactylus heminota
- Soort Eleutherodactylus hypostenor
- Soort Eleutherodactylus iberia
- Soort Eleutherodactylus inoptatus
- Soort Eleutherodactylus intermedius
- Soort Eleutherodactylus interorbitalis
- Soort Eleutherodactylus ionthus
- Soort Eleutherodactylus jamaicensis
- Soort Eleutherodactylus jasperi
- Soort Eleutherodactylus jaumei
- Soort Eleutherodactylus johnstonei
- Soort Eleutherodactylus juanariveroi
- Soort Eleutherodactylus jugans
- Soort Eleutherodactylus junori
- Soort Eleutherodactylus karlschmidti
- Soort Eleutherodactylus klinikowskii
- Soort Eleutherodactylus lamprotes
- Soort Eleutherodactylus leberi
- Soort Eleutherodactylus lentus
- Soort Eleutherodactylus leoncei
- Soort Eleutherodactylus leprus
- Soort Eleutherodactylus ligiae
- Soort Eleutherodactylus limbatus
- Soort Eleutherodactylus limbensis
- Soort Eleutherodactylus locustus
- Soort Eleutherodactylus longipes
- Soort Eleutherodactylus lucioi
- Soort Eleutherodactylus luteolus
- Soort Eleutherodactylus maestrensis
- Soort Eleutherodactylus mariposa
- Soort Eleutherodactylus marnockii
- Soort Eleutherodactylus martinicensis
- Soort Eleutherodactylus maurus
- Soort Eleutherodactylus melacara
- Soort Eleutherodactylus melatrigonum
- Soort Eleutherodactylus michaelschmidi
- Soort Eleutherodactylus minutus
- Soort Eleutherodactylus modestus
- Soort Eleutherodactylus monensis
- Soort Eleutherodactylus montanus
- Soort Eleutherodactylus neiba
- Soort Eleutherodactylus nitidus
- Soort Eleutherodactylus nivicolimae
- Soort Eleutherodactylus nortoni
- Soort Eleutherodactylus notidodes
- Soort Eleutherodactylus nubicola
- Soort Eleutherodactylus olibrus
- Soort Eleutherodactylus orcutti
- Soort Eleutherodactylus orientalis
- Soort Eleutherodactylus oxyrhyncus
- Soort Eleutherodactylus pallidus
- Soort Eleutherodactylus pantoni
- Soort Eleutherodactylus parabates
- Soort Eleutherodactylus paralius
- Soort Eleutherodactylus parapelates
- Soort Eleutherodactylus patriciae
- Soort Eleutherodactylus paulsoni
- Soort Eleutherodactylus pentasyringos
- Soort Eleutherodactylus pezopetrus
- Soort Eleutherodactylus pictissimus
- Soort Eleutherodactylus pinarensis
- Soort Eleutherodactylus pinchoni
- Soort Eleutherodactylus pipilans
- Soort Eleutherodactylus pituinus
- Soort Eleutherodactylus planirostris
- Soort Eleutherodactylus poolei
- Soort Eleutherodactylus portoricensis
- Soort Eleutherodactylus principalis
- Soort Eleutherodactylus probolaeus
- Soort Eleutherodactylus rhodesi
- Soort Eleutherodactylus richmondi
- Soort Eleutherodactylus ricordii
- Soort Eleutherodactylus riparius
- Soort Eleutherodactylus rivularis
- Soort Eleutherodactylus rogersi
- Soort Eleutherodactylus ronaldi
- Soort Eleutherodactylus rubrimaculatus
- Soort Eleutherodactylus rucillensis
- Soort Eleutherodactylus rufescens
- Soort Eleutherodactylus rufifemoralis
- Soort Eleutherodactylus ruthae
- Soort Eleutherodactylus saxatilis
- Soort Eleutherodactylus schmidti
- Soort Eleutherodactylus schwartzi
- Soort Eleutherodactylus sciagraphus
- Soort Eleutherodactylus semipalmatus
- Soort Eleutherodactylus simulans
- Soort Eleutherodactylus sisyphodemus
- Soort Eleutherodactylus sommeri
- Soort Eleutherodactylus staurometopon
- Soort Eleutherodactylus symingtoni
- Soort Eleutherodactylus syristes
- Soort Eleutherodactylus teretistes
- Soort Eleutherodactylus tetajulia
- Soort Eleutherodactylus thomasi
- Soort Eleutherodactylus thorectes
- Soort Eleutherodactylus toa
- Soort Eleutherodactylus tonyi
- Soort Eleutherodactylus turquinensis
- Soort Eleutherodactylus tychathrous
- Soort Eleutherodactylus unicolor
- Soort Eleutherodactylus varians
- Soort Eleutherodactylus varleyi
- Soort Eleutherodactylus ventrilineatus
- Soort Eleutherodactylus verrucipes
- Soort Eleutherodactylus verruculatus
- Soort Eleutherodactylus warreni
- Soort Eleutherodactylus weinlandi
- Soort Eleutherodactylus wetmorei
- Soort Eleutherodactylus wightmanae
- Soort Eleutherodactylus wixarika
- Soort Eleutherodactylus zeus
- Soort Eleutherodactylus zugi
- Soort Phyzelaphryne miriamae